# Breaking In (film 2018)
La rivalsa di una madre - Breaking In (Breaking In) è un film del 2018 diretto da James McTeigue.

## Trama
Dopo l'omicidio di suo padre Isaac, Shaun Russell si reca nella casa in cui è cresciuta con i suoi due figli, Jasmine e Glover. Shaun intende sistemare la proprietà di suo padre e vendere la casa in posizione remota, che ha molteplici funzioni di sicurezza, tra cui un monitor remoto portatile. Il sistema di sicurezza è off-line al loro arrivo, ma viene presto riattivato da Jasmine.
Quattro criminali - Peter, Sam, Duncan e il loro capo Eddie - sono già in casa. Jasmine e Glover sono presi in ostaggio mentre Shaun è fuori. Peter insegue Shaun nel bosco, dove riesce a farlo cadere privo di sensi. Lei lo lascia legato e imbavagliato e usa l'interfono per chiamare la casa. Eddie le dice che sono venuti solo per la cassaforte e che i 4 milioni di dollari che credono siano dentro; Isaac era sotto inchiesta e Sam aveva appreso che aveva liquidato i suoi beni. La banda ha solo 90 minuti da quando hanno tagliato la linea telefonica prima che la compagnia di sicurezza contatterà la polizia, quindi vogliono trovarla e partire in fretta.
Nascosto tra gli alberi, Shaun vede arrivare Maggie, l'agente immobiliare, con i documenti per la vendita della casa. Eddie la saluta alla porta, spiegando che Shaun è andata in città brevemente e la invita a entrare. Maggie nota la borsa di Shaun sul tavolo dietro Eddie e declina. Mentre Maggie se ne va, Duncan attacca e le taglia la gola, cosa che fa arrabbiare Eddie, poiché significa che Shaun non sarà più controllabile.
Alla fine, Shaun entra in casa e dà istruzioni a Jasmine. Quando Eddie e Duncan minacciano i bambini, Jasmine li conduce alla cassaforte, che secondo Shaun solo Peter sa come aprire. Shaun ritorna con Peter, un coltello alla gola, chiedendo il rilascio della sua famiglia. Eddie spara a Peter, e Shaun fugge di nuovo nei boschi. Peter aveva una chiavetta contenente il codice del computer su una collana, che era tutto ciò di cui avevano bisogno per sbloccare la cassaforte. Con i soldi in una borsa, Eddie ora intende bruciare la casa con i bambini per coprire la loro fuga, con cui Sam è a disagio.
Duncan e Sam trovano Shaun sul tetto durante un altro tentativo di salvataggio. Salta, salvandosi con la corda che aveva legato al tetto, uccidendo il criminale . Nel frattempo Jasmine libera se stessa e Glover, dopo aver tagliato i loro legami con un frammento di vetro da una lampada rotta. I bambini scappano da casa e si uniscono alla madre con Eddie all'inseguimento, ma hanno le chiavi del camion di Sam. Shaun corre su Duncan mentre cercano di scappare, ma Eddie spara al camion e lo fa schiantare.
Shaun e i bambini si chiudono in casa, pensando che è tutto finito, fino a quando scoprono che dentro c'è anche il sacco di soldi. Il marito di Shaun, Justin, arriva inaspettatamente; Eddie lo attacca e convince Shaun a sbloccare la porta. Trova Shaun con il sacco dei soldi, cosparso di benzina e con un accendino; se la uccide, l'accendino accenderà la borsa e lui perderà. Si scarica la pistola e Shaun gli lascia prendere la borsa. Tuttavia, appare Duncan e pugnala a morte Eddie. Va dietro a Shaun e minaccia di violentare lei e Jasmine. Jasmine arriva per aiutare sua madre, ma Duncan la sopraffà. Shaun spazza via il coltello di Duncan e lo pugnala morto. Mentre le sirene della polizia si avvicinano, Shaun esce per tenere stretto Justin e i suoi bambini.